# 이의윤
이의윤(李宜潤)은 조선 중기의 문신, 정치인이다. 자는 수연(晬然)이며 호는 무첨당(無忝堂)이다. 본관은 여주(驪州)이다.

## 생애
명종 19년(1564년) 경주 양동에서 회재 이언적의 적장손(嫡長孫)으로 출생하였다. 일찍이 조부 이언적의 영향으로 학문에 힘썼으며, 한강 정구의 문인이 되었다. 그러나 과거에 응시하지 않고, 관직에 나아가지 않으며 학문에만 힘썼다. 왜란 중에 아버지 상을 당하여 정성을 다해 상을 마쳤으며, 또 이어 동생이 죽자 정성으로 상복을 입었다. 이후 몸이 쇠하여 선조 30년(1597년)에 34세의 나이로 요절하였다. 그는 회재 선생의 적장손으로 무첨당(無忝堂)에서 종가를 형성하였으며, 이언적의 생장손(生長孫)이자 서장손(庶長孫)인 이준(李浚)은 독락당을 기점으로 가문을 형성하였다. 유저로 무첨당선생문집(無忝堂先生文集)이 있다. 묘는 포항 연일에 있다.

## 가족
- 고조(高祖)
  - 훈련원참군 증이조판서(訓鍊院參軍 贈吏曹判書) 이수회(李壽會)
- 증조(曾祖)
  - 성균생원 증좌찬성(成均生員 贈左贊成) 이번(李蕃)
- 조부(祖父)
  - 좌찬성 여성군 증영의정(左贊成 驪城君 贈領議政) 이언적(李彦迪)
- 선고(先考)
  - 사옹원판관(司饔院判官) 이통(李應仁)
- 서숙(庶叔)
  - 증예빈시정(贈禮賓寺正) 이전인(李全仁)
- 서종형제(庶從兄弟)
  - 청도군수(淸道郡守) 이준(李浚)
  - 유학(幼學) 이순(李淳)
- 형제(兄弟)
  - 유학(幼學) 이의징(李宜澄)
  - 흥해군수(興海郡守) 이의활(李宜活)
  - 하양현감(河陽縣監) 이의잠(李宜潛)
  - 군자감직장(軍資監直長) 이의온(李宜溫)

## 참고 문헌
- 무첨당선생문집(無忝堂先生文集), 동경잡기(東京雜記), 여주이씨세보(驪州李氏世譜).